# Jean Bouin
Jean Bouin, född 21 december 1888 i Marseille, död (stupad) 29 september 1914 i Xivray-et-Marvoisin, var en fransk friidrottare.
Bouin blev olympisk silvermedaljör på 5 000 meter vid sommarspelen 1912 i Stockholm.